# Trichodura townsendi
Trichodura townsendi là một loài ruồi trong họ Tachinidae.